# 麥克·布朗 (橄欖球)
麥克·布朗（英語：Mike Brown；1985年9月4日—）是一位英格蘭橄欖球運動員。他是英格蘭國家橄欖球隊的一員，代表英格蘭參加了2015年世界盃橄欖球賽。